# Малая Карначевка
Малая Карначевка (укр. Мала Карначівка) — село в Лановецкой городской общине Кременецкого района Тернопольской области Украины.
До 2020 года входило в Лановецкий район.
Ранее село называлось Карначевка Вторая.
Код КОАТУУ — 6123882004. Население по переписи 2001 года составляло 222 человека.

## Географическое положение
Село Малая Карначевка находится на левом берегу реки Бугловка,
выше по течению примыкает село Ванжулов,
ниже по течению на расстоянии в 1 км расположено село Иванковцы,
на противоположном берегу — сёла Ванжулов и Иванковцы.

## История
- 1992 год — дата основания.